# Susana Gallardo Torrededia
Susana Gallardo Torrededia (Barcelona, 2 de desembre de 1964) és una empresària i politòloga catalana, hereva de l'empresa farmacèutica Almirall. Filla d'Antonio Gallardo Ballart.
Va estudiar a l'escola Aula; es va graduar en Ciències Polítiques i Econòmiques en la Universitat d'Oxford. Va estar casada amb Albert Palatchi amb qui va tenir tres fills Gabriela, Alberto i Marta. Després del seu divorci el 2016 amb Alberto Palatchi Ribera, el fundador de Pronovias i 26a persona més rica d'Espanya, va perdre el seu càrrec a les empreses d'aquest grup. Membre de l'alta burgesia barcelonina, i esposa del polític francoespanyol Manuel Valls des del 2019, es va fer conèixer arran del referèndum sobre la independència de Catalunya quan, enregistrada en un vídeo, va afirmar haver votat quatre vegades envoltada en una bandera espanyola.
El 2025 fou inclosa a la llista Forbes de les 100 dones més influents de Catalunya.